# Chthonius brandmayri
Espèce
Chthonius brandmayri est une espèce de pseudoscorpions de la famille des Chthoniidae.

## Distribution
Cette espèce se rencontre en Slovénie et en Italie.

## Publication originale
- Callaini, 1986 : Pseudoscorpioni dell'Italia settentrionale nel Museo Civico di Storia Naturale di Verona (Arachnida) Notulae Chernetologicae 19. Bollettino del Museo Civico di Storia Naturale di Verona, vol. 12, p. 229-255.